# Dżamal al-Dżamal
Dzamal al-Dżamal (arab.  جمال الجمال) (ur. 3 kwietnia 1957 w Bejrucie, zm. 1 stycznia 2014 w Pradze) – palestyński dyplomata, ambasador w Czechach od 10 października 2013 do śmierci.
Urodzony w obozie dla uchodźców w libańskim Bejrucie; jego rodzice pochodzili z Jafy w Izraelu. Od 1975 należał do partii Al-Fatah. Od 1979 pracował w ambasadzie w Bułgarii, a od 1984 był dyplomatą w Czechosłowacji, gdzie kilkakrotnie na krótki czas pełnił obowiązki ambasadora. 2005-2013 był konsulem generalnym w Aleksandrii. W Nowy Rok w 2014 został ciężko ranny w eksplozji w swoim mieszkaniu i kilka godzin później zmarł w szpitalu.